# Bernardo Strozzi
Bernardo Strozzi, také Il Cappuccino, nebo Il Prete Genovese (kolem 1581? Janov – 2. srpna 1644 Benátky) byl italský mnich řádu kapucínů a malíř-figuralista raného baroka; byl autorem oltářních obrazů, portrétů, žánrů, alegorických i mytologických scén, ale také zátiší. Bývá pokládán za zakladatele janovského a benátského baroka.

## Život
Narodil se v rodině Pietra Strozziho a Ventury Pizzornové. Přesné datum jeho narození není známo. Otec chtěl ze syna mít kněze a učence. Bernardo se malířem začal učit v letech 1596-1598 u manýristického malíře Cesare Corteho a dále u Pietra Sorriho ze Sieny. V roce 1599 vstoupil do noviciátu kláštera kapucínů San Barnaba v rodném městě Janově. Začal již v klášteře malovat oltářní obrazy svatých a získal první veřejné zakázky na obrazy pro kostely v Rapallu a Borzoli. Po otcově smrti, roku 1608 nebo 1609 opustil klášter, aby uživil svou matku a žil jako světský kněz a dále maloval. Zpočátku žil v Campi, několik kilometrů od Borzoli. V roce 1610 žil Miláně v rodině španělského hraběte Andrey Manrique de Lara, pravděpodobně vyučoval děti malbě. Dále se v Janově učil od nizozemských malířů, kteří do města přicházeli za zakázkami (van Dyck, Rubens). V Benátkách se uplatnil jako portrétista (dvou dóžat, kardinálů, šlechty), malíř oltářních obrazů a fresek v knihovně Marciana při chrámu sv. Marka. Nedochoval se žádný portrét ani autoportrét Bernarda Strozziho, podle opakujících se tváří na jeho náboženských kompozicích se spekulovalo o identifikaci s některým vyobrazeným světcem. Podobizna krásné gambistky bývá pokládána za portrét jeho neteře Barbary Strozziové.
Bývá pokládán za zakladatele janovského a benátského baroka. Ovlivnil celou generaci svých pokračovatelů v Janově, Benátkách i ve Španělsku (Murillo). Jeho obrazy byly často kopírovány.

## Dílo (výběr)
- Oplakávání Krista, 1615-1617; Accademia ligustica, Janov
- Zázrak svatého Didaka (Diega) z Alcantary, 1625, kostel Zvěstování (Chiesa della Santissima Annunziata), Levanto
- Josef vykládá své sny, 1626
- Loutnista, 1630–35, Uměleckohistorické muzeum (Vídeň)
- Flétnista, 1624-25; Galleria di Palazzo Rosso, Janov
- Tobiáš uzdravuje slepého otce, 1630, Ermitáž
- Svatý biskup, San Gerardo Sagredo (?), 1633–35 Art Institute of Chicago
- Zahradnice, Maison d'Art, Monaco
- Kuchařka, 1625, Palazzo Rosso, Janov
- Alegorie Víry, Naděje a Lásky v Novém světě, fresky, Palazzo Podestà, Janov
- Básník Giulio Strozzi, Schlossmuseum, Güstrow
- Peníz daně, po 1630, Muzeum krásných umění, Budapešť
- Vanitas (Stará koketa), po 1630; Puškinovo muzeum, Moskva
- Alegorie fámy, 1635–1636, Národní galerie (Londýn)
- Setkání Eliazara a Rebeky u studny
- Podobizna krásné gambistky, kolem 1640; Galerie starých mistrů, Drážďany; pravděpodobně portrét neteře Barbary Strozziové
- Povolání svatého Matouše mezi apoštoly, Worcester Art museum
- Portrét básníka Giula Strozziho, otce Barbary Strozziové
- Svatý Vavřinec rozdává chrámový poklad chudým; 1640, kostel San Nicolo Tollentini, Benátky
- Prorok Eliáš a žena ze Sarepty, asi 1640, Uměleckohistorické muzeum (Vídeň)
- Tři staré přadleny (Zlé sudičky), před 1644;[3]
- Zvěstování, 1644, Muzeum krásných umění, Budapešť

## Galerie

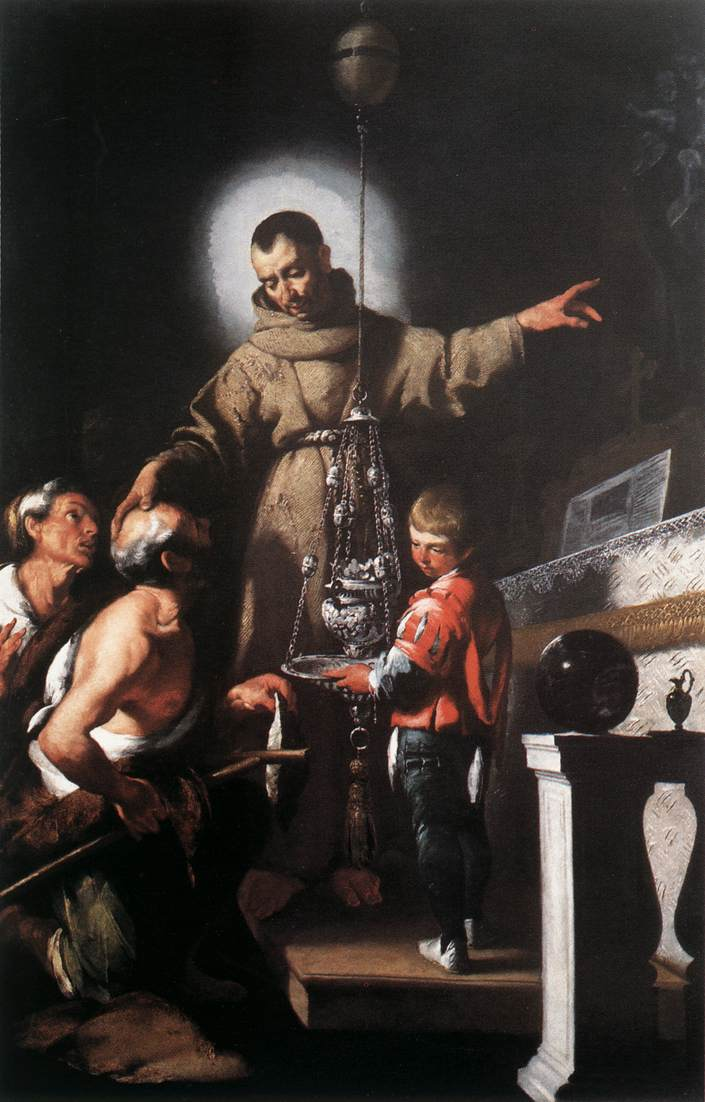
Zázrak sv. Didaca z Alcantary
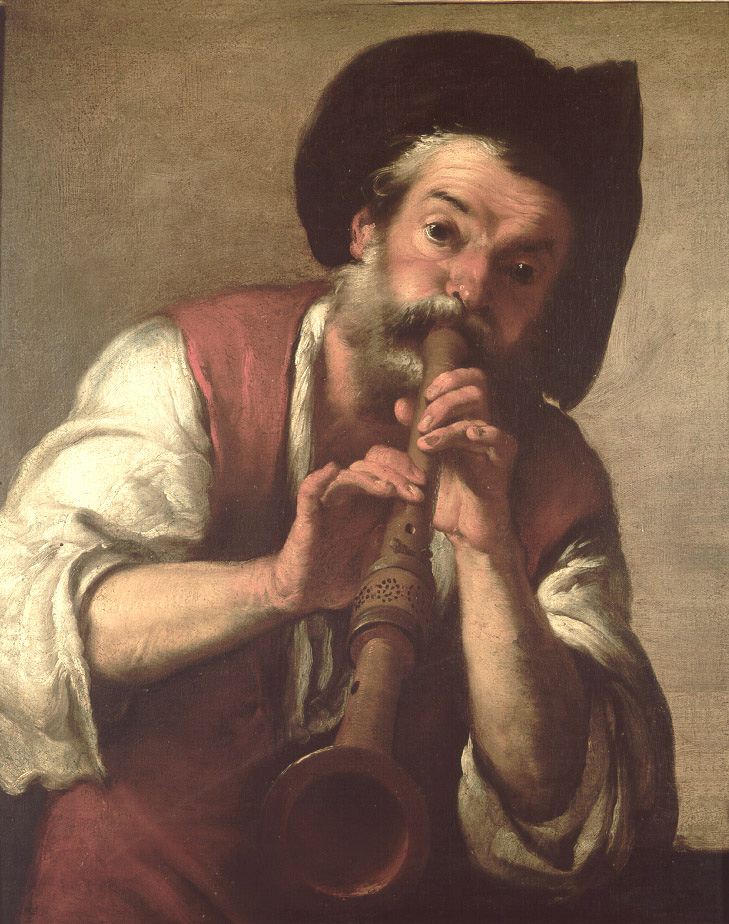
Flétnista, 1624-1625
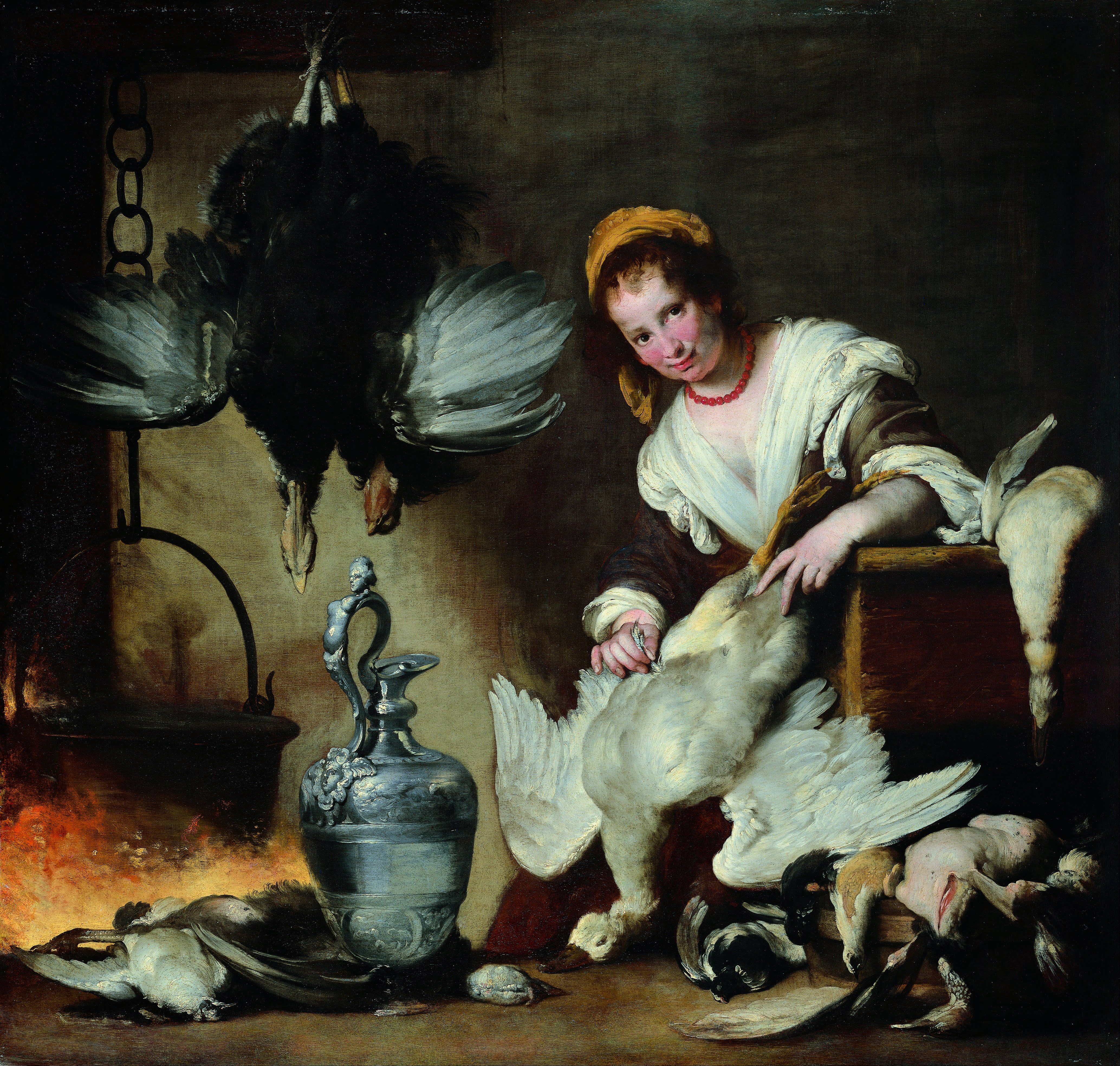
Kuchařka
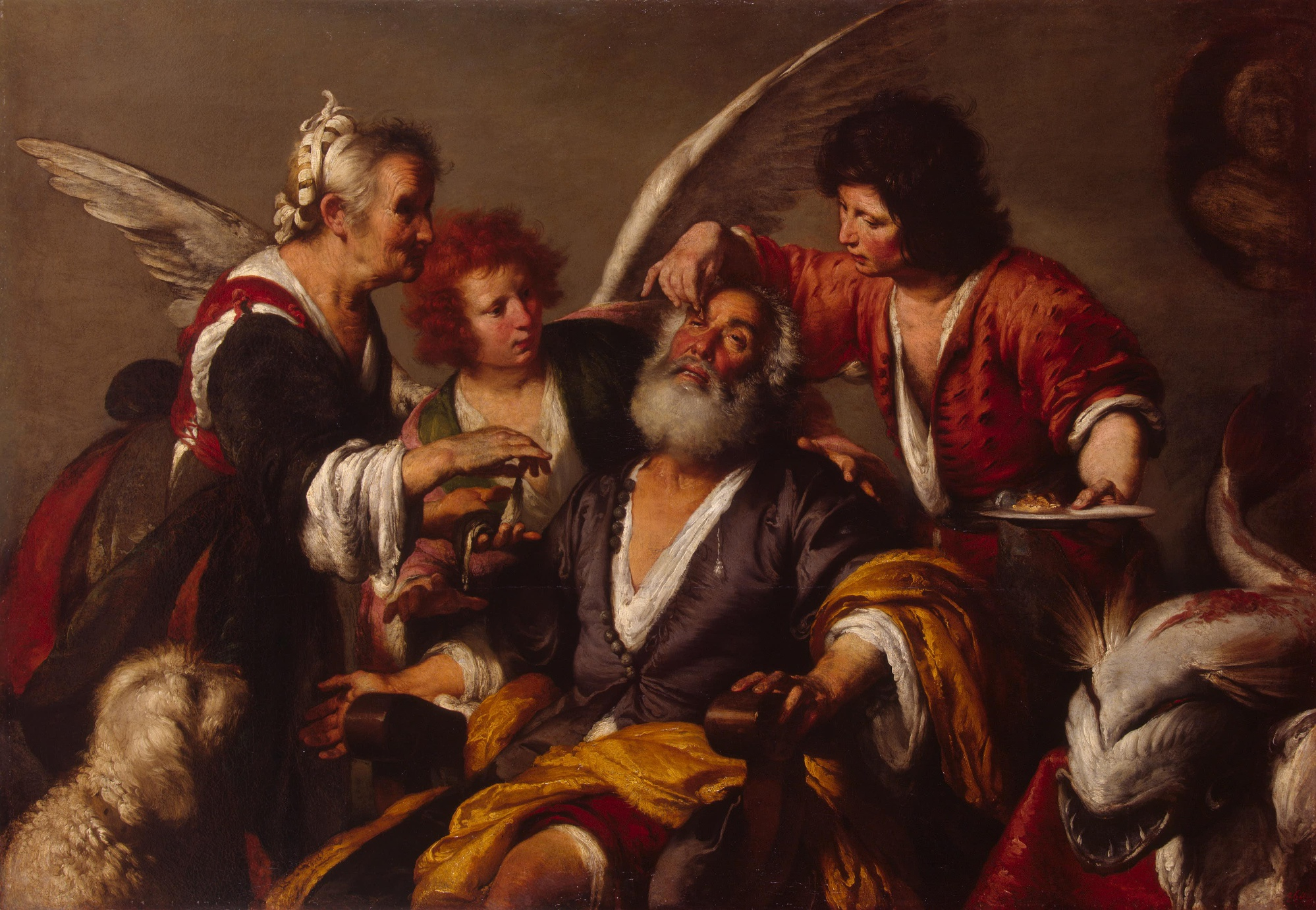
Tobiáš uzdravuje slepého otce, 1630
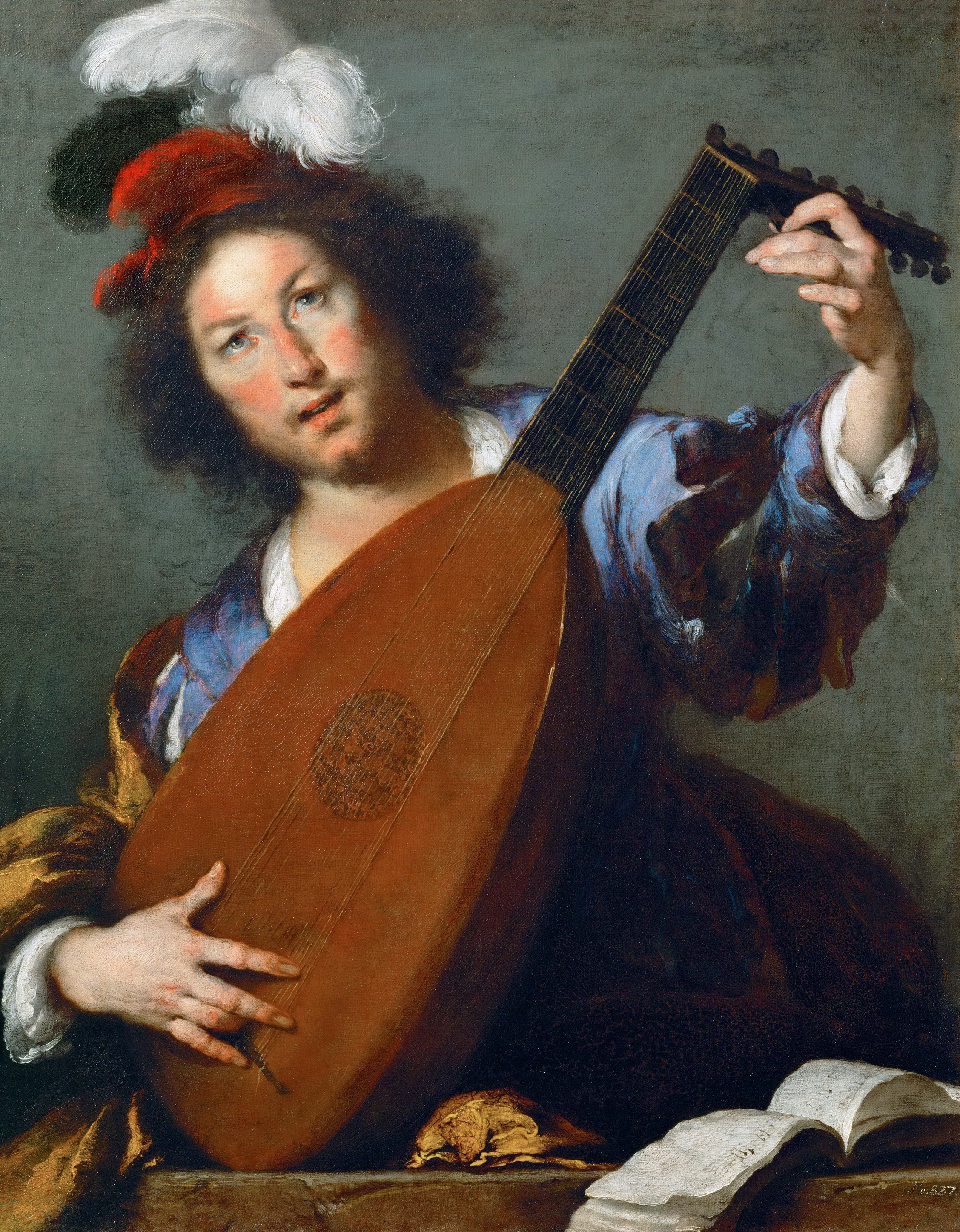
Loutnista, 1630–1635
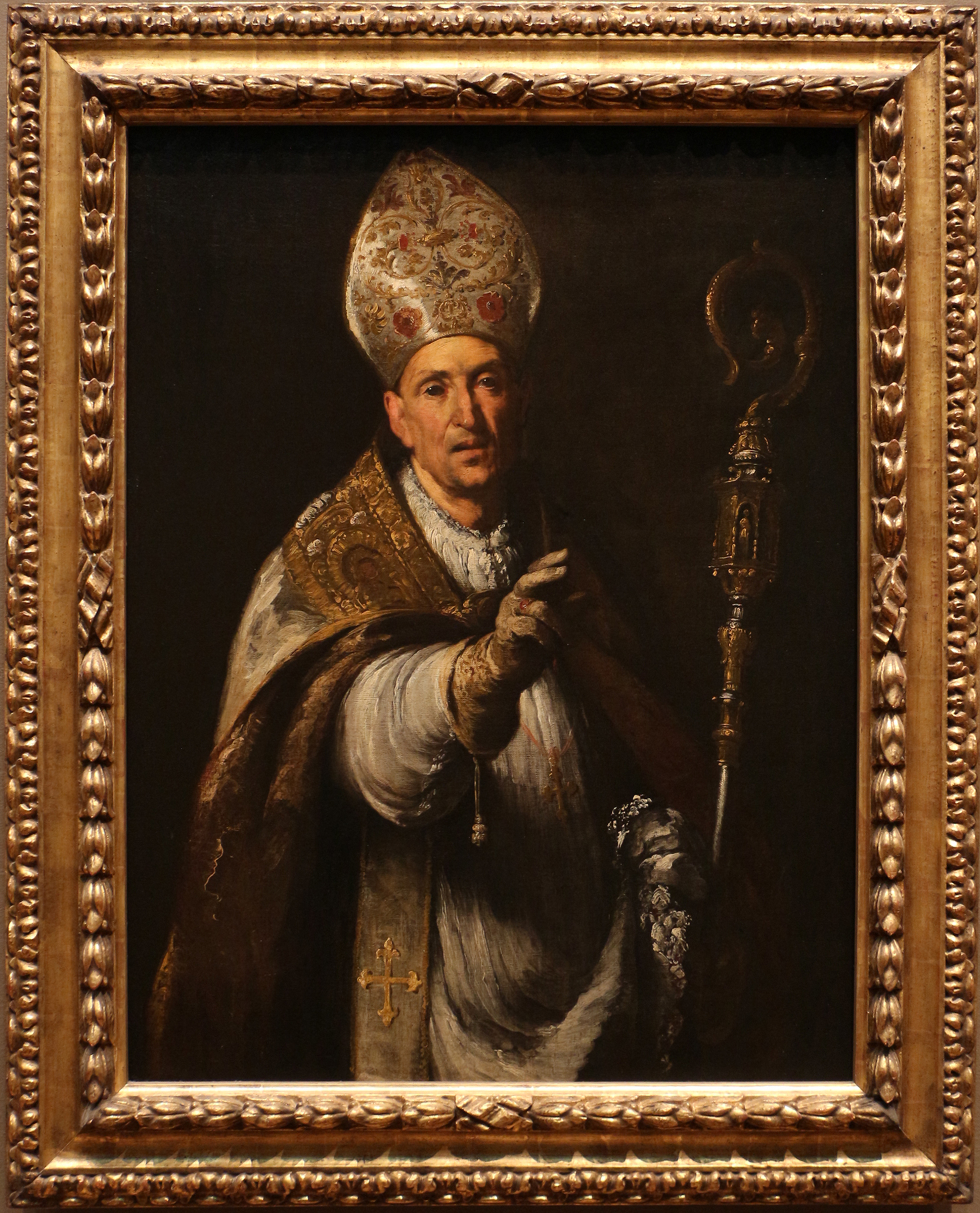
Svatý biskup Gerardo Sagredo (?), 1633–35
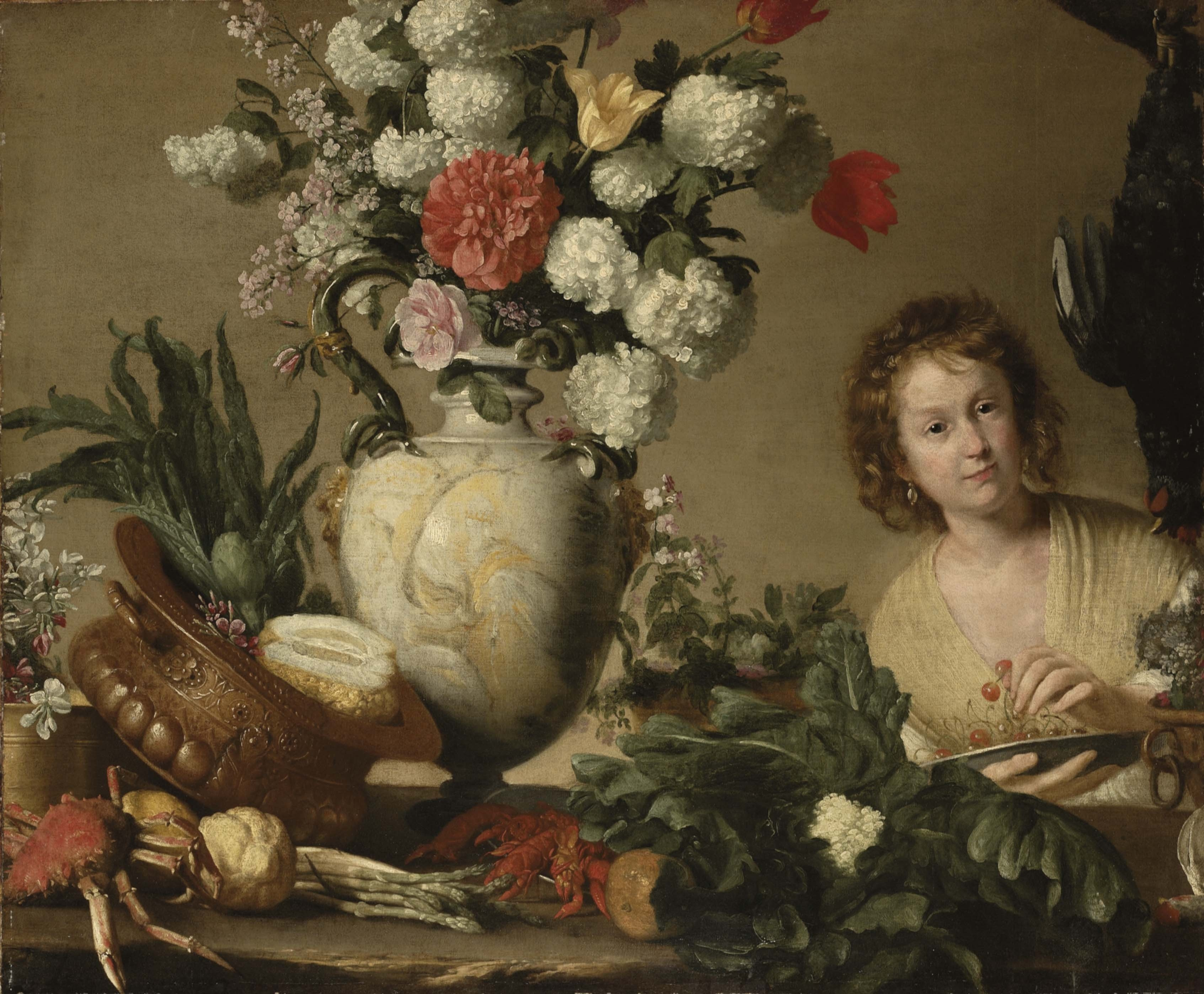
Zahradnice
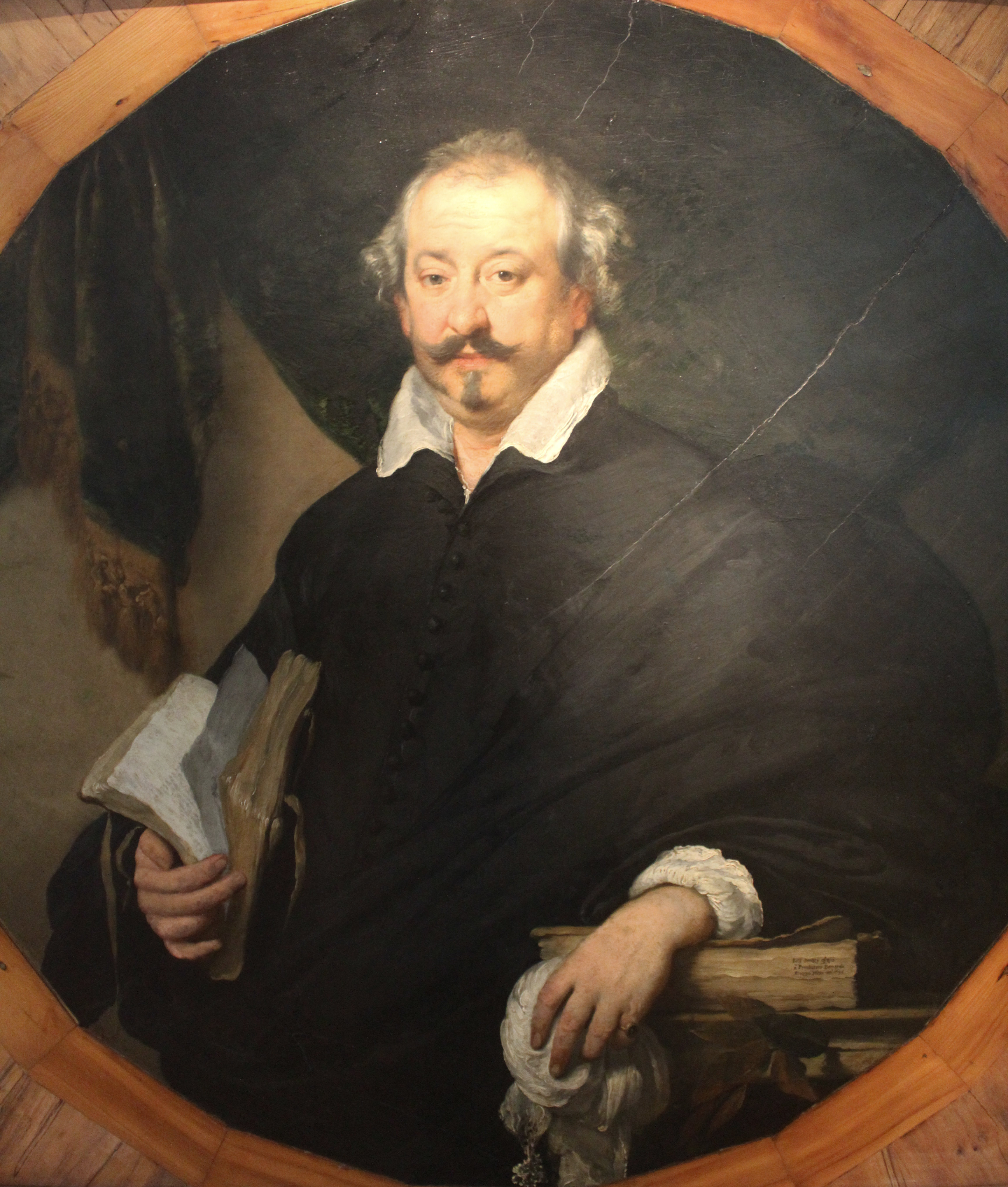
Básník Giulio Strozzi
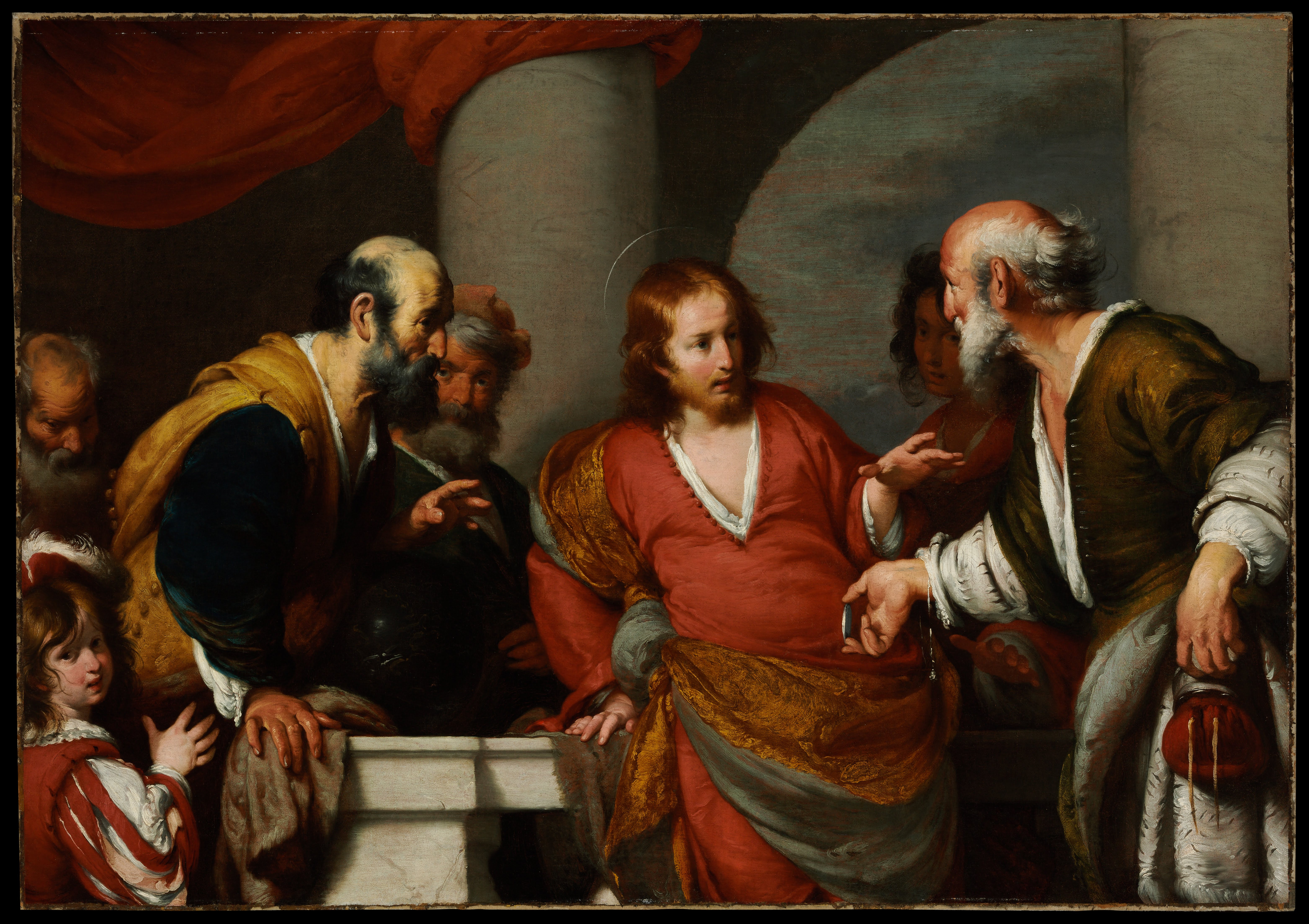
Peníz daně, po 1630
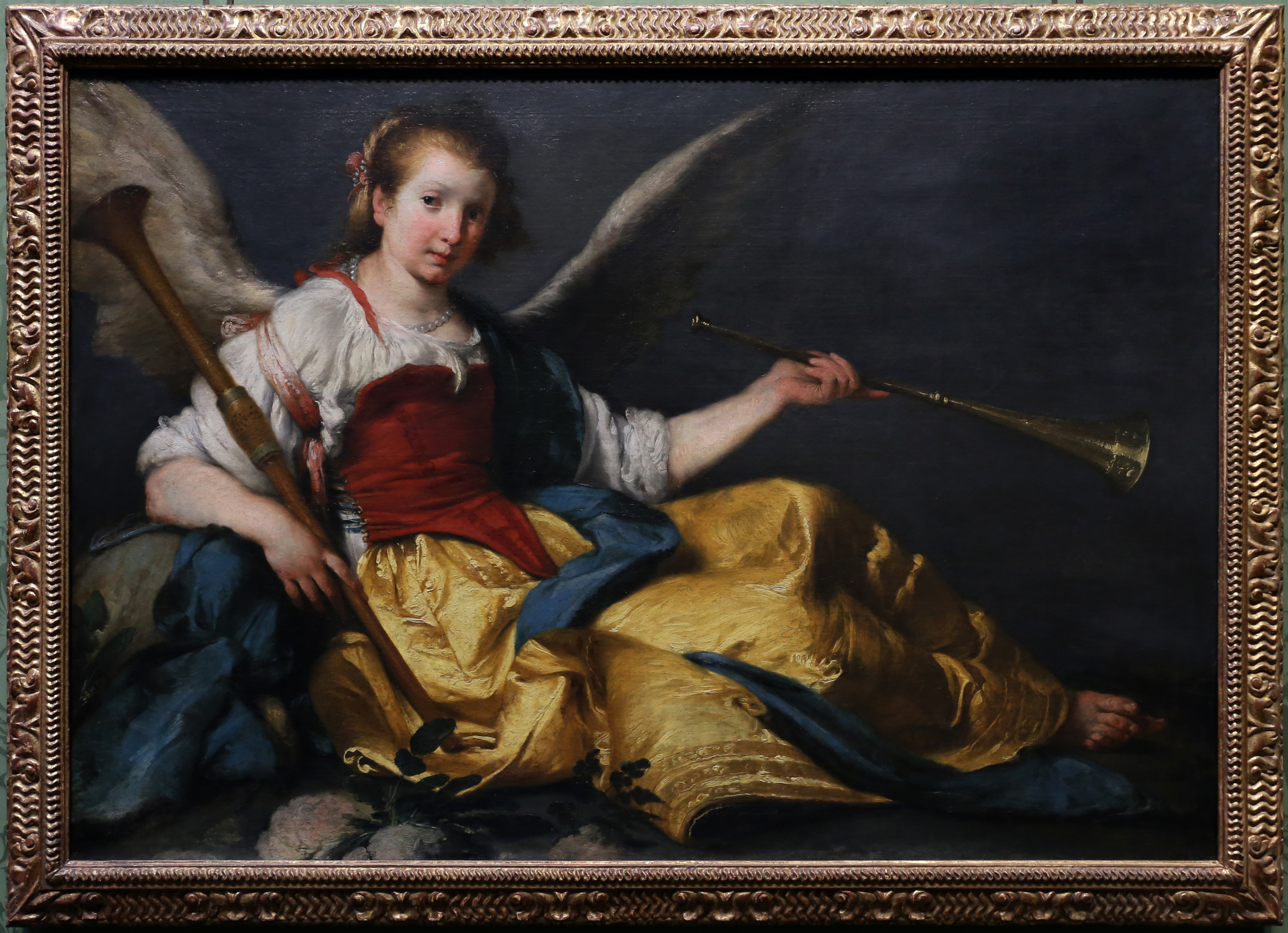
Alegorie fámy, 1635–1636
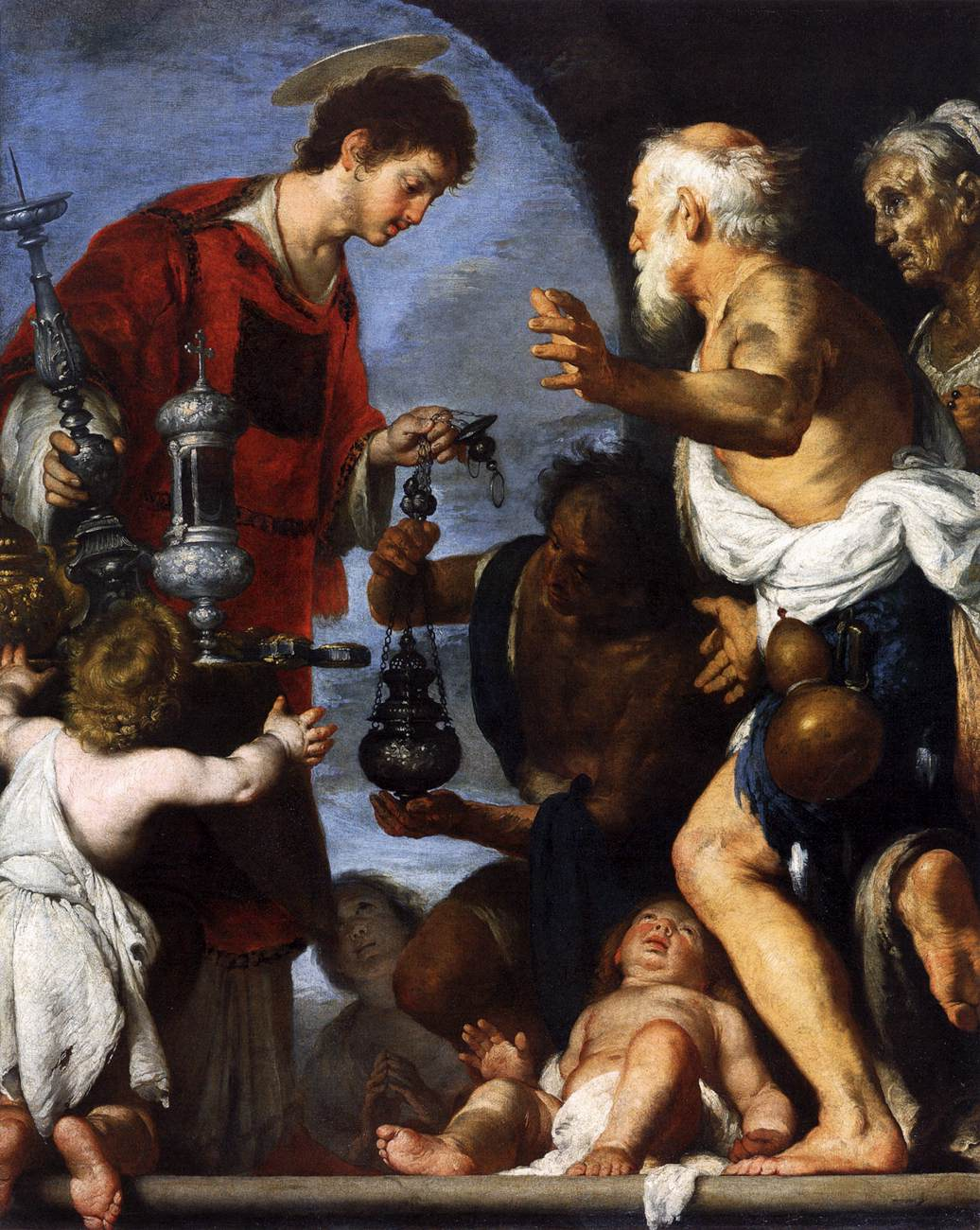
Sv. Vavřinec rozdává chrámový poklad
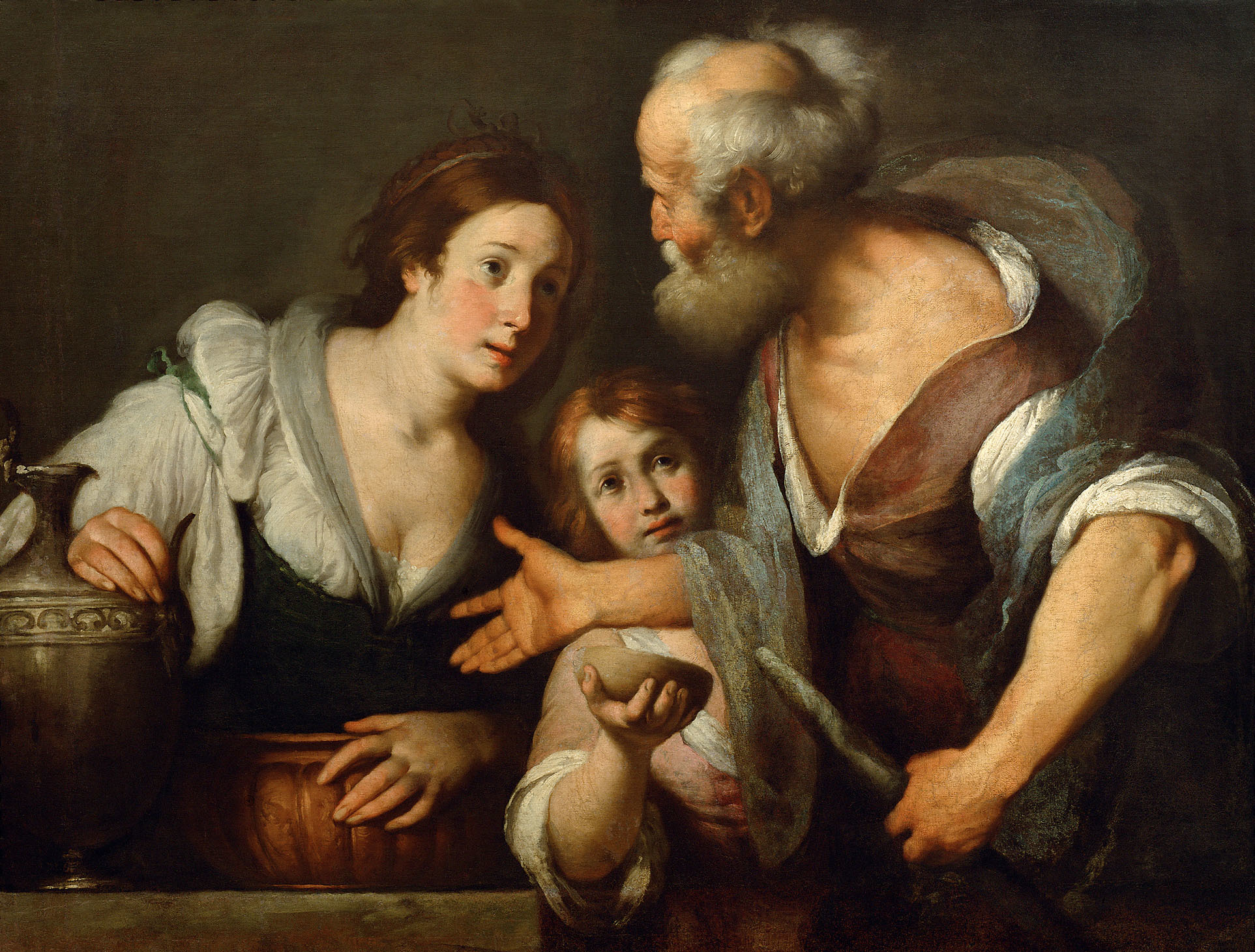
Prorok Eliáš a žena ze Sarepty, asi 1640
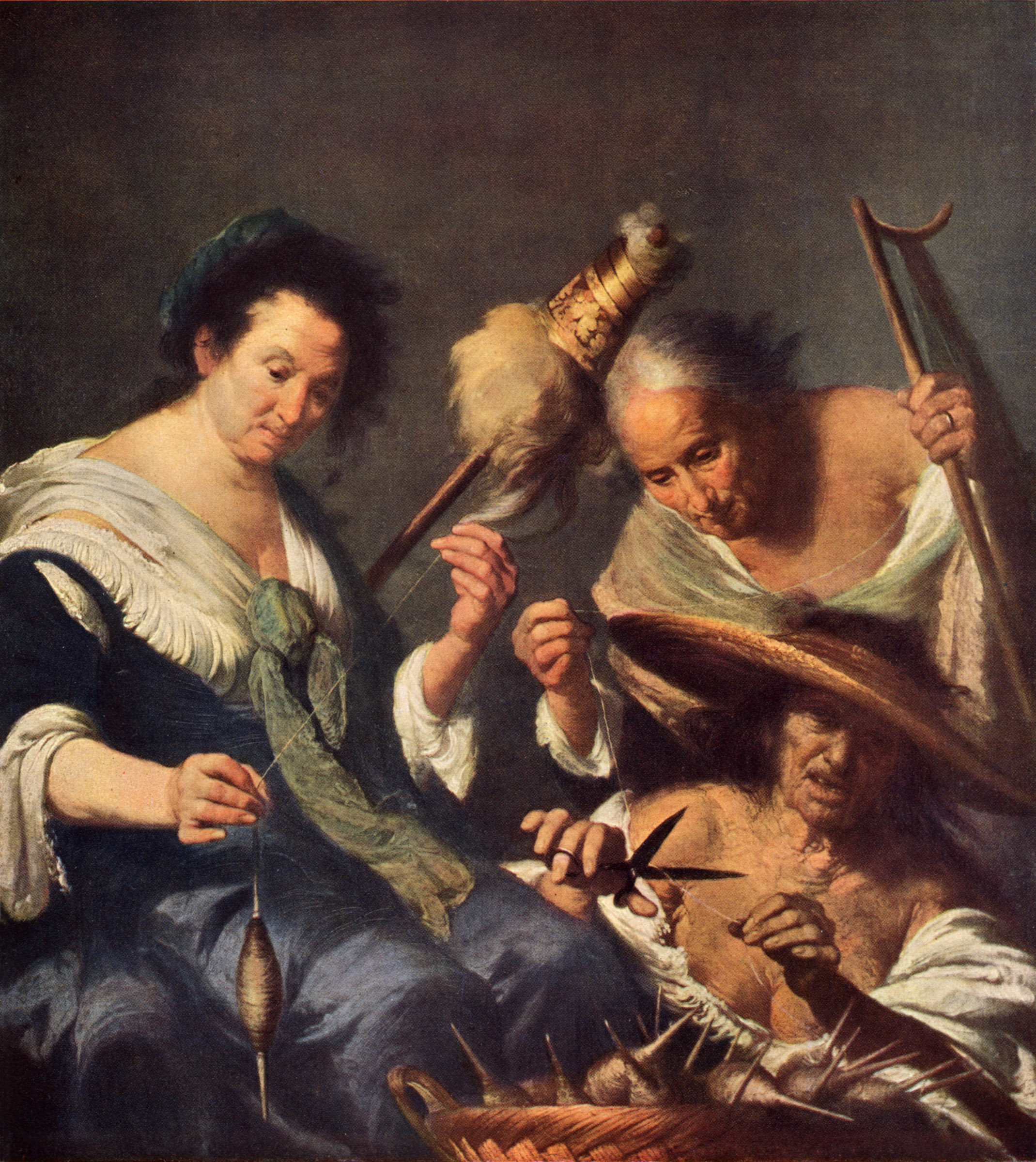
Tři přadleny
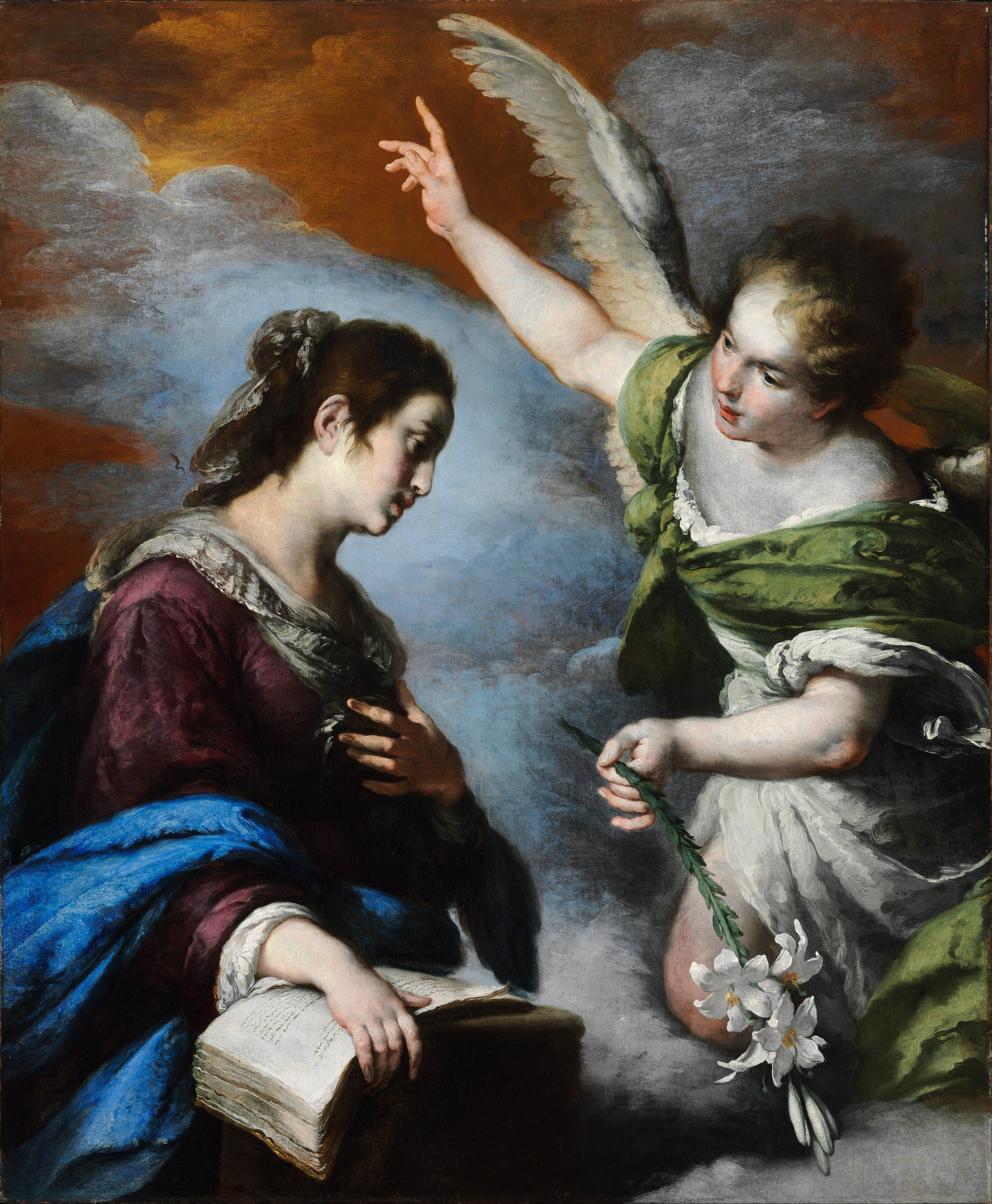
Zvěstování, 1644
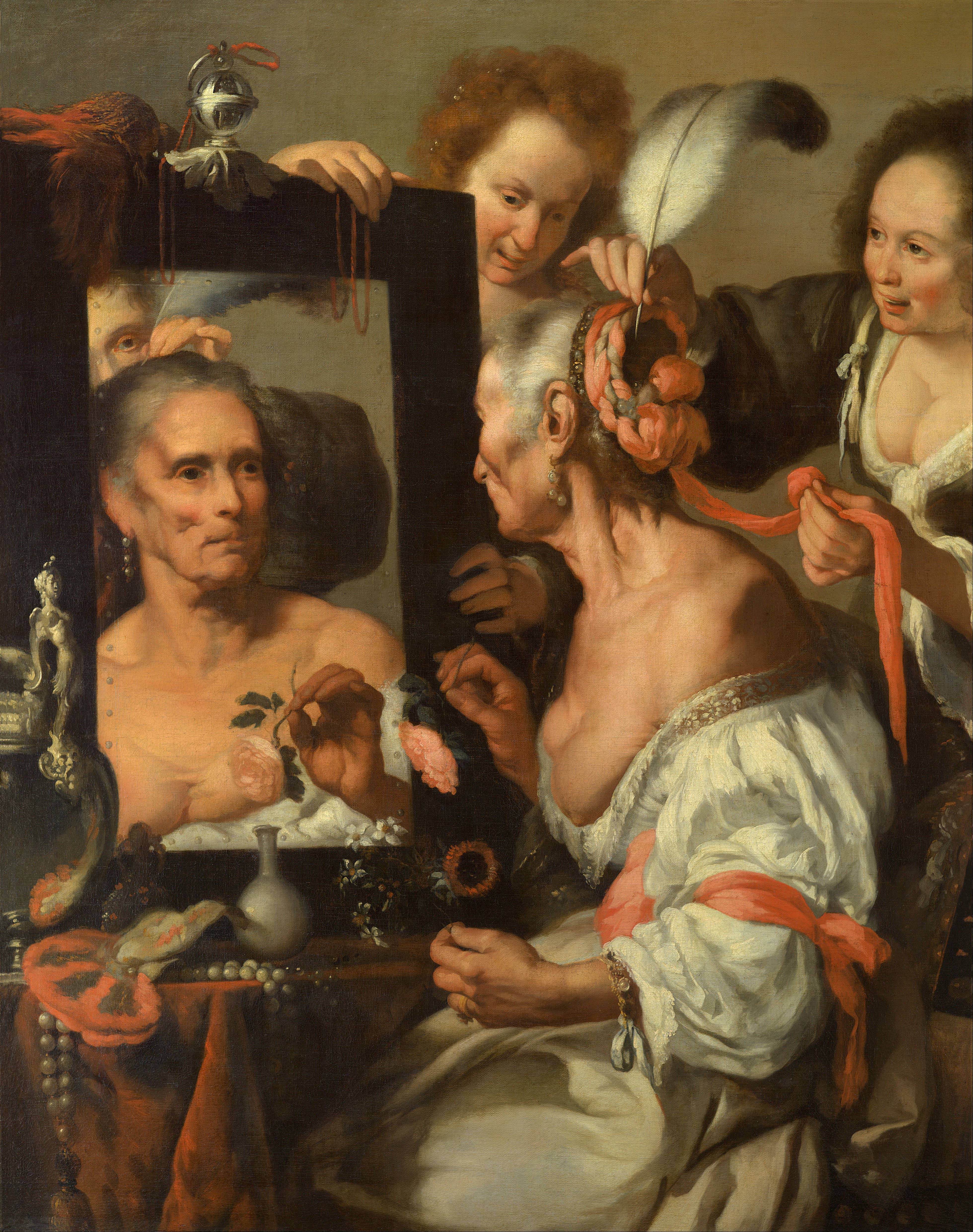
Vanitas (Stará koketa)